# Тунг
Тунг, або олійне де́рево (Aleurites) — невеликий рід дерев родини молочайні, поширених у тропічних і субтропічних районах Азії та Південної Америки, а також на островах Тихого океану.
В основному це листопадні дерева заввишки 15–40 м з широко розпростертою розкидистою кроною. Листя овальне або овально-ланцетоподібне. Квіти вершково-білі, дзвоникоподібні, ароматні, одностатеві, з 5–6 пелюстками, зібрані в суцвіття. Плоди кістянкоподібні з тонкою дерев'янистою оболонкою. Насіння велике, у більшості видів отруйне, з багатим вмістом жирів.

## Види
Найбільш широко поширений вид роду — тунг молуккський (Aleurites moluccanus). Його ареал охоплює територію від Індії і Китаю до Австралії, Нової Зеландії та островів Полінезії. 
Широко культивується в тропічних і субтропічних частинах світу заради його плодів, розміром приблизно з волоський горіх, і містять кілька насінин, багатих олією. Олію видобувають і використовують в їжу і світло; воно відоме в Індії як  kekuna, а дерево як «свічковий горіх». На Сандвічевих островах горіхи нанизують на дерев'яні планки і використовують як факели. Масло експортується до Європи для виготовлення свічок.
Деякі дослідники поділяють його на два види: Aleurites moluccanus і Aleurites rockinghamensis.
Деякі види перейшли до інших родів:
Croton, Mallotus, Omphalea, Reutealis, Vernicia
- A. cordatus — Vernicia cordata
- A. erraticus — Omphalea papuana
- A. fordii — Vernicia fordii
- A. japonicus — Vernicia cordata
- A. laccifer — Croton laccifer
- A. montanus — Vernicia montana
- A. peltatus — Mallotus peltatus
- A. saponarius — Reutealis trisperma
- A. trispermus — Reutealis trisperma
- A. vernicifluus —  Vernicia cordata
- A. vernicius — Vernicia montana